# Vejaki
Vejaki is een plaats in de gemeente Višnjan in de Kroatische provincie Istrië. De plaats telt 23 inwoners (2001).